# Tavisupleba
Tavisupleba (georgià: თავისუფლება, Llibertat, pronunciat [tʰavisupʰleba]) és l'himne nacional de Geòrgia. Va ser adoptat com a himne nacional el maig de 2004, juntament amb una nova bandera nacional i un escut d'armes. El canvi dels símbols es va produir després l'èxit de la Revolució de les Roses que va enderrocar el règim anterior. La música, extreta de les òperes georgianes Abesalom da Eteri ("Abesalom i Eteri") i Daisi ("La caiguda de la nit"), del compositor georgià Zacharia Paliashvili (georgià: ზაქარია ფალიაშვილი), va ser adaptada per Ioseb Kechakmadze (georgià: იოსებ კეჭაყმაძე) per formar l'himne. La lletra va ser escrita per David Magradze (georgià: დავით მაღრაძე).

## Història
L'actual himne nacional de Geòrgia va ser adoptat pel Parlament de Geòrgia el 20 de maig de 2004, exactament cinc mesos després de la renúncia del president Eduard Xevardnadze amb la Revolució de les Roses. Un projecte de llei es va presentar a la primera reunió plenària de la sisena convocatòria del Parlament de Geòrgia el 22 d'abril de 2004. El projecte de llei per adoptar la cançó Tavisupleba com a himne nacional de Geòrgia va ser presentat pel ministre de Cultura Giorgi Gabashvili; es va tocar la música per als diputats poc després. La llei no dóna cap reglament, però fa referència al Decret presidencial corresponent.
Tavisupleba va succeir a l'antic himne nacional Dideba, que va ser utilitzat per la República Democràtica de Geòrgia de 1918 a 1921, i de nou per la pel nou estat independent (de la Unió Soviètica) de 1990 a 2004.
El nou himne nacional va guanyar ràpidament popularitat en contrast amb el seu predecessor, les lletres del qual eren una mica arcaiques i difícils de memoritzar.

## Normativa
D'acord amb el Reglament del Parlament de Geòrgia, capítol 3, article 4.5., l'himne nacional de Geòrgia es toca a l'obertura i el tancament de cada sessió. També es realitza després de la signatura del Jurament del Parlamentari després que el Parlament reconegui l'autoritat d'almenys dos terços dels seus membres recentment elegits (Capítol 25, article 124.7). L'himne també es toca abans de l'informe anual del president de Geòrgia al Parlament.
La xarxa de Radiodifusió Pública de Geòrgia va fer-ne una versió de vídeo musical, amb el cantant d'òpera Paata Burtxuladze.

## Lletra
A continuació es mostra la lletra en georgià i les seves transcripcions:
| Lletra oficial en georgià | Romanització del georgià | Transcripción AFI | Traducció al català |
| --- | --- | --- | --- |
| ჩემი ხატია სამშობლო, სახატე მთელი ქვეყანა, განათებული მთა-ბარი, წილნაყარია ღმერთთანა. თავისუფლება დღეს ჩვენი მომავალს უმღერს დიდებას, ცისკრის ვარსკვლავი ამოდის ამოდის და ორ ზღვას შუა ბრწყინდება, და დიდება თავისუფლებას, თავისუფლებას დიდება! | Chemi xat’ia samshoblo, Saxat’e mteli kveqana, Ganatebuli mta-bari C’ilnaqaria Ghmerttana. Tavisupleba dghes chveni Momavals umghers didebas, Cisk’ris varsk’vlavi amodis Amodis da or zghvas shua brc’qindeba, Da dideba tavisuplebas, Tavisuplebas dideba! | [t͡ʃʰɛmi xɑt’iɑ sɑmʃɔblɔ \|] [sɑxɑt’ɛ mtʰɛli kʰwɛq’ɑnɑ \|] [gɑnɑtʰɛbuli mtʰɑ bɑri] [t͡sʼilnɑq’ɑriɑ ɣmɛrttʰɑnɑ ‖] [tʰɑwisupʰlɛbɑ dɣɛs t͡ʃʰwɛni] [mɔmɑwɑls umɣɛrs didɛbɑs \|] [t͡sʰisk’ris wɑrsk’wlawi ɑmɔdis] [ɑmɔdis dɑ ɔr zɣwɑs ʃuɑ brt͡ʃ’q’indɛbɑ \|] [dɑ didɛbɑ tʰɑwisupʰlɛbɑs \|] [tʰɑwisupʰlɛbɑs didɛbɑ ‖] | La nostra icona és la pàtria. Confiar en Déu és el nostre credo, Terra il·luminada de planes i muntanyes, Beneïda per Déu i pel cel sant. La llibertat que hem après a seguir. Fa que els nostres esperits futurs siguin més forts, L'estrella del matí s'enlairarà sobre nosaltres I il·lumina la terra entre els dos mars. Glòria a l'anhelada llibertat, Glòria a la llibertat! |

### Lletres a abkhaz
Es canta una versió d'aquest himne en abkhaz, ja que és idioma oficial a la República Autònoma d'Abkhàzia:
Ашәа азаҳҳәоит ҳныха, ҳаҧсадгьыл
Иҳазгәакьоу, иҧшьоу ҳтәыла.
Мрала ирлашоул ҳа ҳадгьыл,
Уи азоул изахьӡу амратәыла.
Иахьа иҳамоу ахақәиҭра
Ашәа азаҳҳәоит гәырӷьа бжьыла,
Аеҵәа ҩ-мшынк рыбжьара
Икаҧхоит Анцәа имч ала,
Иныҳәазааит ахақәиҭра,

Ахақәиҭра амч-алша.